# Billet de 5 000 francs rouge
Pour les articles homonymes, voir 5 000 francs.
Recto
Chronologie
5000 francs Flameng
Le 5 000 francs rouge est un billet de banque en francs français créé le 28 mai 1846 par la Banque de France. Il est le billet du plus gros montant jamais émis en France et le restera jusqu'en 1950 avec la mise en circulation du 10 000 francs Génie français.

## Historique
Dans la série des « billets noirs » fabriquée entre 1803 et 1862, celui-ci fait exception puisqu'il est imprimé avec une encre rouge. Il a semble-t-il rarement servi, même de billet de réserve ou dans le cadre des grosses transactions. 
En 1845 pour la première fois la Banque de France a dans ses caisses la totalité des espèces métalliques, le manque de papier-monnaie se fait sentir. Le Conseil du 8 janvier 1846 décide la création d'un billet de 5 000 francs – somme considérable pour l'époque – émis à 4 000 exemplaires.
Il s'agit du billet français ayant son plus gros pesant d'or : contre cette coupure, son détenteur pouvait se voir remettre au comptoir de la banque la bagatelle de 250 napoléons !
Il a été mis en circulation le 13 août 1846 sur Paris. Une deuxième vague d'impression eut lieu en 1848, mais au millésime 1846. Le début de son retrait de circulation commence le 24 décembre 1885. Il est définitivement privé de son cours légal en décembre 1897.

## Description
La vignette réutilise le modèle du 1000 francs 1817 noir mais cette fois imprimée en rouge sur une seule face et présente une forme rectangulaire allongée. L'impression typographique fut assurée par l'entreprise de Firmin Didot.
Au niveau des motifs, en partant de la droite : on trouve le talon et sa frise calligraphiée ("Cinq mille"), puis le cadre cerné par deux colonnes remplies des divinités mythologiques habituelles (Poséidon, Cérès, cupidons, etc.). Dans le cadre supérieur, se trouvent, dos à dos, deux têtes d'animaux : un cheval et un bœuf. Dans le cadre inférieur, mention est faite de la loi qui punit « le contrefacteur d'une peine de travaux forcés à perpétuité ». Au centre, entre les deux cartouches qui rappellent les textes de loi (art. 139), on trouve imprimés le montant et la date ainsi que les trois signatures de contrôles manuscrites dont celle de Paulin Garat, fils de Martin Garat.
Au niveau des systèmes de sécurité, la vignette comporte un timbre humide ainsi qu'un filigrane blanc reproduisant la somme en toutes lettres.
Au verso, une impression à l'identique inversée.

## Remarques
- Pour se prémunir contre les vols observés lors des envois postaux, les receveurs généraux, sur prescription du ministère des Finances, coupaient les billets de 5 000 francs en deux afin de les envoyer par deux courriers séparés : il suffisait de réunir les deux parties en une seule pour que le billet retrouve sa valeur. Cette pratique se diffuse dans le public mais la Banque, qui se refuse à remettre en circulation des coupures coupées en deux, doit en assumer le coût. Cette pratique perdurera pour nombre de coupures jusqu'en 1890 et s'arrêtera avec la multiplication des succursales bancaires et l'usage du transfert de fonds par ordre télégraphique[3].
- Dans son Paris, ses organes, ses fonctions, sa vie dans la seconde moitié du XIXe siècle, Maxime Du Camp cite l'exemple d'un homme de lettres original qui règle la dot de sa fille en billets de 5 000 francs émis la veille par la Banque de France et rapportés au caissier le lendemain du mariage... par le gendre !
- Possédant de nombreuses moitiés de ce billet rouge, la Banque de France affirme que, selon ses registres, tous ces billets sont rentrés sauf un qui se trouverait dans une collection particulière, ce qui fait de ce billet le plus rare des billets français.